# Liste der Stolpersteine in Zwönitz
Die Liste der Stolpersteine in Zwönitz enthält sämtliche Stolpersteine, die im Rahmen des gleichnamigen Kunst-Projektes von Gunter Demnig in Zwönitz im Erzgebirgskreis verlegt wurden.

## Hintergrund
Der erste und bisher einzige Stolperstein in Zwönitz wurde am 22. Juni 2018 von Gunter Demnig in Anwesenheit des Bürgermeisters Wolfgang Triebert und einer vierten Klasse der Grundschule „Rudolf Hennig“ im Ortsteil Brünlos verlegt. Ausgangspunkt für die Denkmalsetzung waren Recherchen der Heimatforscher Gerd Freitag und Gunter Lasch, die Angaben zu einem Sterbefall aus dem Pfarrarchiv zur Tötungsanstalt Pirna-Sonnenstein zurückverfolgten.

## Liste der Stolpersteine in Zwönitz
| Bild | Adresse                                     | Verlegedatum  | Person, Inschrift | Kurzvita/Anmerkungen |
| ---- | ------------------------------------------- | ------------- | --- | --- |
|      | Am Tampel 3 08297 Zwönitz OT Brünlos (Lage) | 22. Juni 2018 | Hier wohnte Ida Theseria Auerswald Jg. 1877 eingewiesen Pflegeheim Jahnsdorf ’verlegt’ 27.9.1940 Pirna-Sonnenstein ermordet 27.9.1940 ’Aktion T4’ | Ida Theresia Auerswald war das zwölfte Kind einer Bauernfamilie aus Brünlos. Die geistig behinderte Frau wurde 1940 in die „Heilanstalt“ deportiert und dort getötet. |